# Шифлинг-ам-Зе
Шифлинг-ам-Зе (нем. Schiefling am See) — ярмарочная коммуна (нем. Marktgemeinde) в Австрии, в федеральной земле Каринтия.
Входит в состав округа Клагенфурт.  Население составляет 2429 человек (на 31 декабря 2005 года). Занимает площадь 28,63 км². Официальный код  —  2 04 32.

## Фотографии

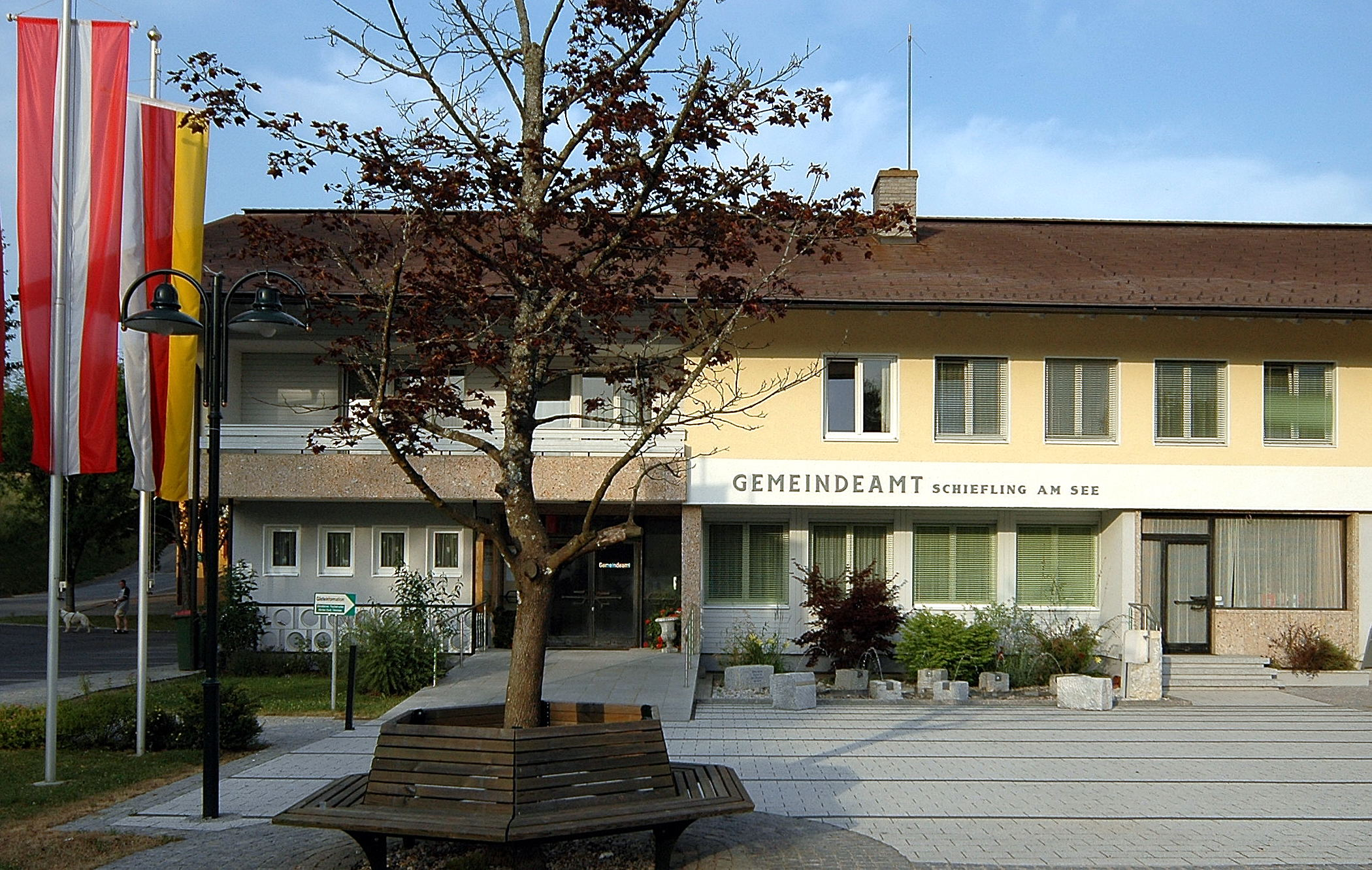
Здание самоуправления
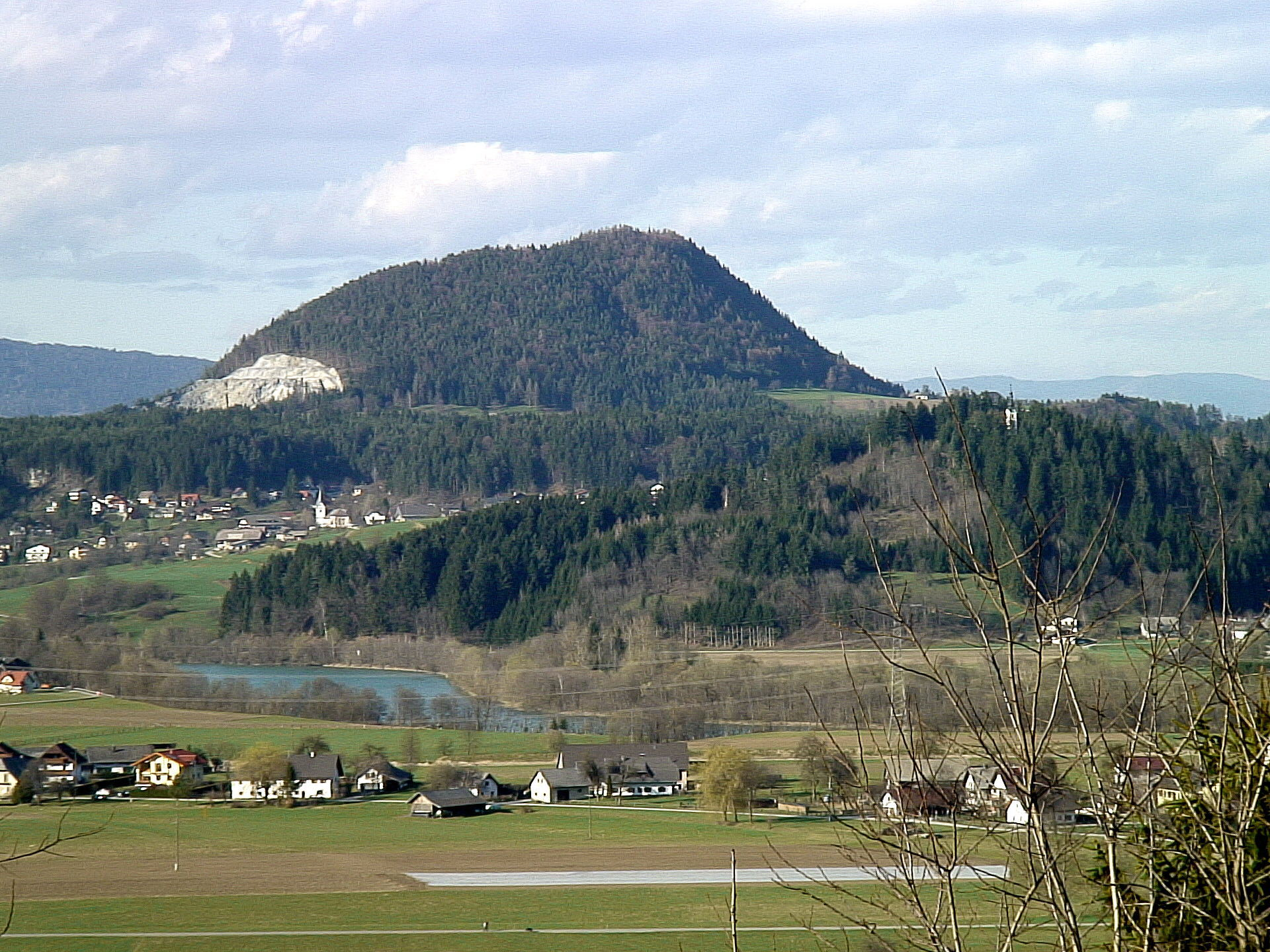
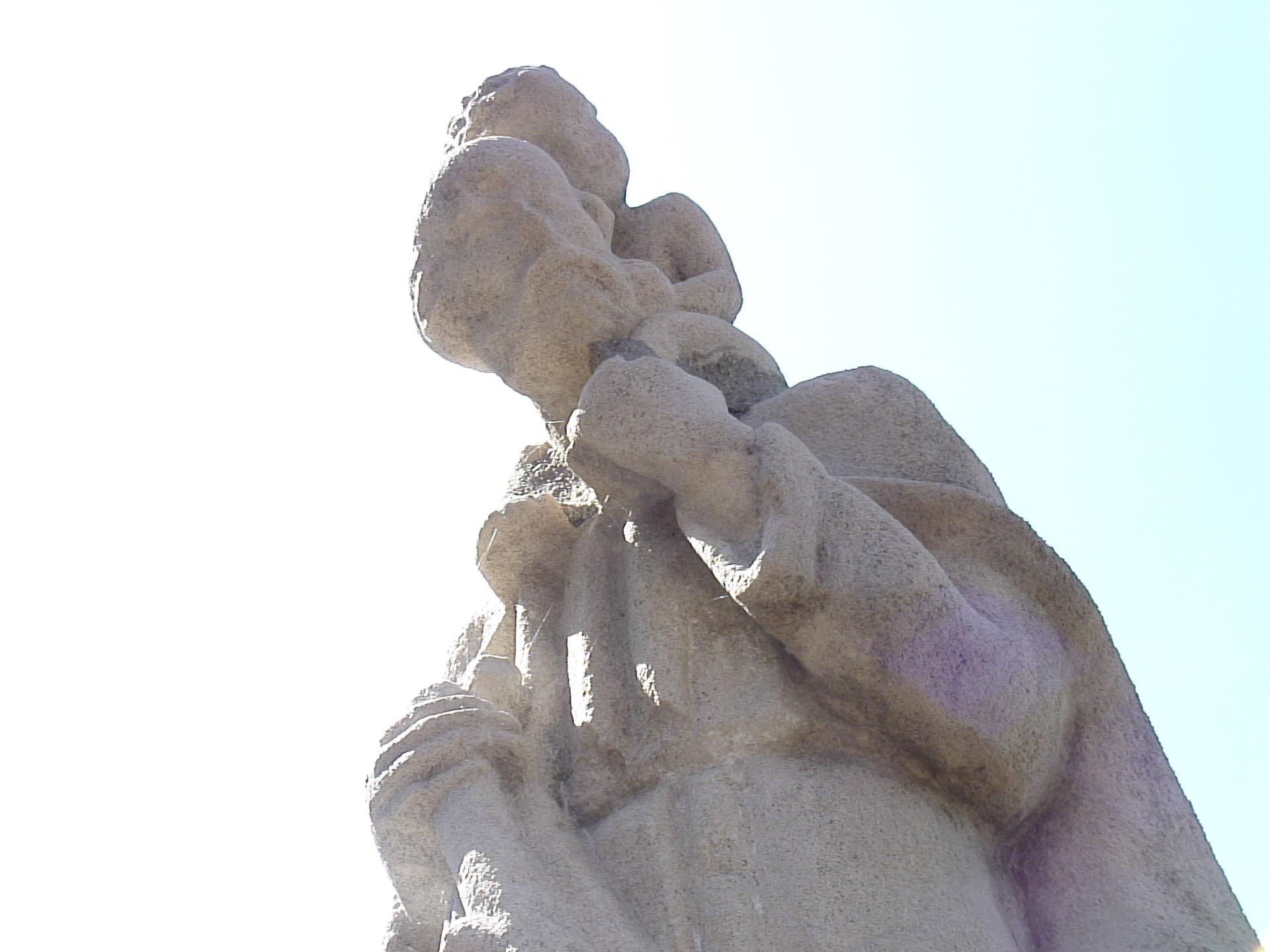
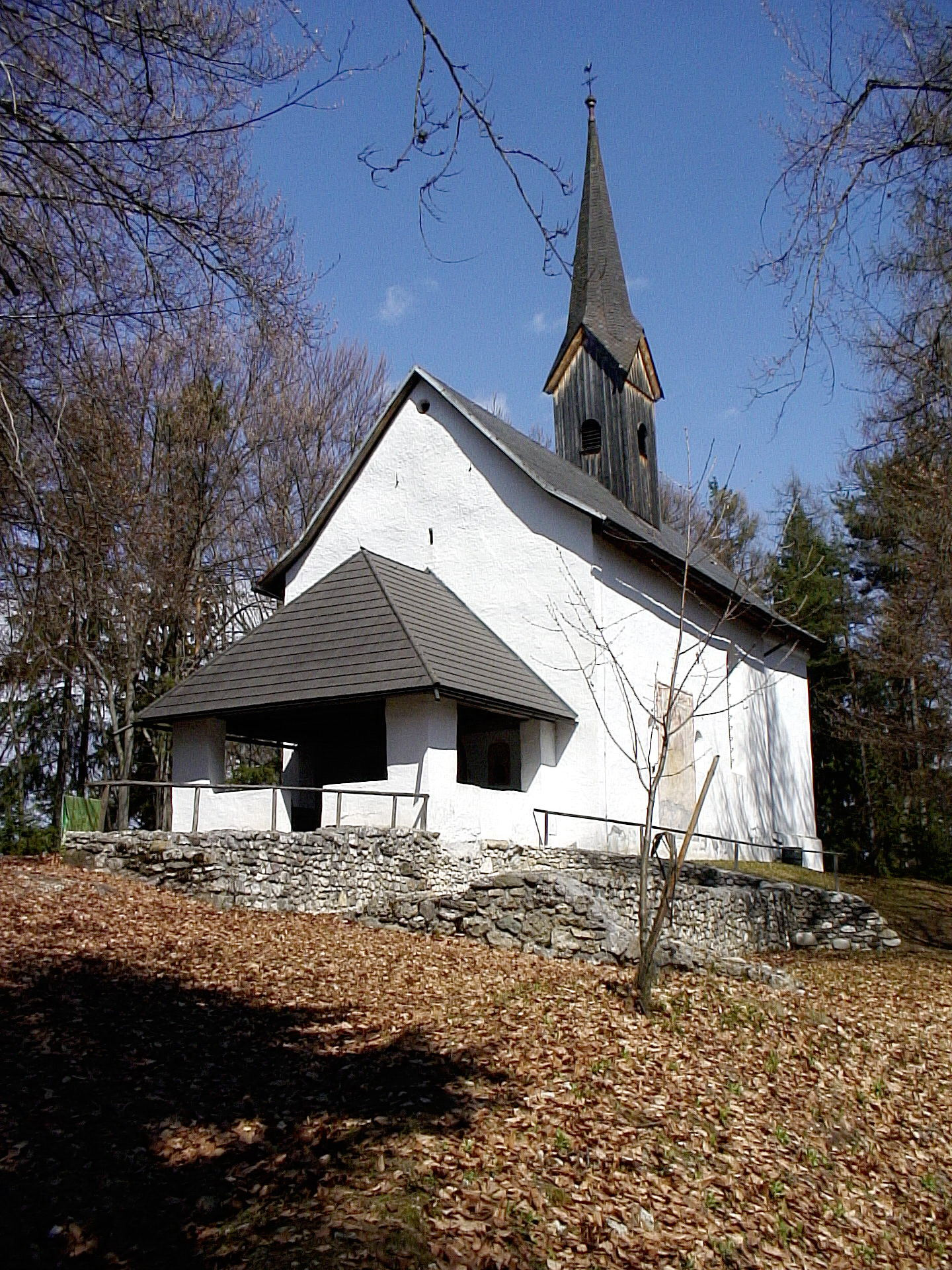

## Политическая ситуация
Бургомистр коммуны — Фалентин Андреас Хаппе (АНП) по результатам выборов 2003 года.
Совет представителей коммуны (нем. Gemeinderat) состоит из 19 мест.
- АНП занимает 10 мест.
- СДПА занимает 6 мест.
- АПС занимает 2 места.
- Партия EL занимает 1 место.